# Eigentumssicherung
Der Begriff Eigentumssicherung bezeichnet Maßnahmen, die das Grundrecht auf Eigentum (Art. 14 GG) einer juristischen oder natürlichen Person schützt. Die Eigentumssicherung kann sowohl hoheitsrechtlich durch die Polizei oder Ermittlungsperson der Staatsanwaltschaft erfolgen, als auch durch die juristische oder natürliche Person selbst. Ziel der Eigentumssicherung ist die Verhinderung, dass Unberechtigte in den (dauerhaften) Besitz des Eigentums gelangen können.

## Juristische Eigentumssicherung
Die juristische Eigentumssicherung gliedert sich in die polizeirechtliche, strafprozessrechtliche und handelsrechtliche Eigentumssicherung.

### Polizeirechtliche Eigentumssicherung
Die Aufgabe der Polizei ist es Gefahren für die öffentliche Sicherheit abzuwehren. Die öffentliche Sicherheit umfasst dabei auch die Unverletzlichkeit der Rechtsordnung der Rechte des Einzelnen (Schutz privater Rechte). In der Gefahrenabwehr richtet sich die Eigentumssicherung nach dem Polizeirecht und wird durch die Sicherstellung herrenloser Gegenstände bewirkt. Sie ist bei der Vornahme durch die Polizei mitunter eine doppelfunktionale Maßnahme und es findet bei der Eigentumssicherung ein Gewahrsamsübergang statt.
Beispiele:
- Eine Boutique vergisst nach Geschäftsschluss, ihren Kleiderständer vor dem Geschäft hereinzustellen. Die Polizei nimmt den Kleidungsständer an sich und verständigt einen Verantwortlichen.
- Nach einem Verkehrsunfall muss der Fahrer dringend in ein Krankenhaus eingeliefert werden. Die Polizei entnimmt die Wertsachen und verwahrt diese sowie die Fahrzeugschlüssel auf der Wache.

### Strafprozessrechtliche Eigentumssicherung
Im Strafverfahren werden Gegenstände nicht sichergestellt, sondern beschlagnahmt, die sich in einem unberechtigten Besitz Dritter befinden und aus einer Straftat erlangt wurden. Hier wird im Vorgriff auf ein zu erwartendes Urteil eine Einziehung der Gegenstände vorgenommen. Dieses Vorgehen heißt Rückgewinnungshilfe (§ 94, § 98, § 111a, § 111b Abs. 5 StPO) und kann auch von Ermittlungspersonen der Staatsanwaltschaft vorgenommen werden.
Beispiele:
- Ein Fahrraddieb wird von der Polizei festgenommen und das mitgeführte Fahrrad beschlagnahmt. Es wird ein neuer (hoheitlicher) Gewahrsam begründet. Das Fahrrad wird alsbald dem Eigentümer zurückgegeben.
- Ein Betrüger wird nach einem Überweisungsbetrug (Schaden: 2.000 €) kurz nach der Tatausführung von der Polizei festgenommen. Das von ihm mitgeführte Bargeld in gleicher Höhe wird beschlagnahmt und dem Geschädigten ausgehändigt.

### Handelsrechtliche Eigentumssicherung
Als handelsrechtliche Eigentumssicherung wird meist der Eigentumsvorbehalt als Sicherungsmittel verstanden. Der Eigentumsvorbehalt dient dabei bei einem zukünftigen rechtmäßigen Eigentumserwerb des Vorbehaltskäufers an einer beweglichen Sache, auf den der Vorbehaltskäufer einen obligatorischen Anspruch hat. Der Eigentumsvorbehalt dient der Sicherung der kaufrechtlichen Ansprüche auf Übereignung der Kaufsache und Berichtigung der Kaufpreisverbindlichkeit.

## Kriminalpräventive Eigentumssicherung

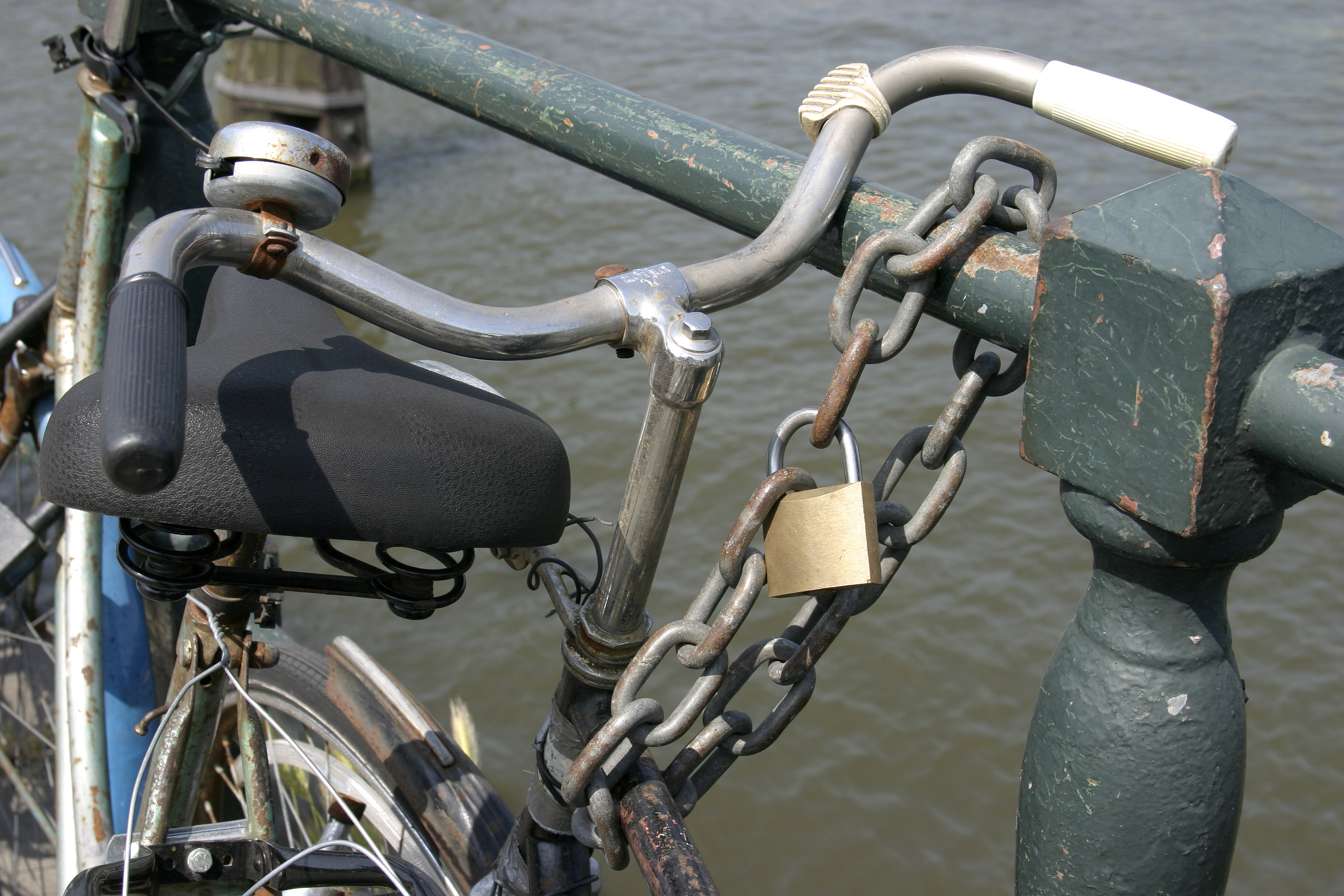
Kriminalpräventive Eigentumssicherung durch ein Fahrradschloss

Die kriminalpräventive Eigentumssicherung ist eine verhaltensorientierte Prävention zum Schutz des persönlichen Eigentums. Unter kriminalpräventiver Eigentumssicherung werden Kontrollaktivitäten und Sicherungsvorkehrungen verstanden. Dazu gehören zum Beispiel die Objektsicherung durch den Einsatz von Wach- und Schließpersonal sowie die Installationen von Alarmanlagen. Aber auch die Nachbarschaftshilfe wirkt kriminalitätsvorbeugend und kann Eigentum schützen.